# Loudias
Loudias (græsk: Λουδίας) eller Lydias (Λυδίας), populært kaldet Mavroneri (Μαυρονέρι, "Den sorte flod", fra det osmanniske tyrkiske navn Kara Asmak قره آصماق) er en cirka 40 kilometer lang flod i Centralmakedonien, der løber gennem de regionale enheder Pella og Thessaloniki.

## Ændringer i flodstrømning
Tidligere strømmede vandet fra Voras-, Vermiobjergene og bjerget Paiko ind i Giannitsasøen og strømmede derfra til Thermaikos-bugten. Loudia opsamler nu vand, der hovedsageligt kommer fra Paikobjerget, og hovedkilden er tæt på landsbyen Aravissos. En del af floden er blevet omdannet til en kunstig kanal, hvilket muliggør afvanding af Giannitsasøen og dens marskområder. I hele længden på omkring 40 km, er regionen frugtbar. Ved byen Giannitsa er der et rocenter. I 1912, under den første Balkankrig, blev dette område stedet for slaget ved Giannitsa.